# John Michael Miller
John Michael Miller (n. Ottawa, Ontario, Canadá, 9 de julio de 1946) es un arzobispo católico, escritor, profesor y teólogo canadiense con nacionalidad estadounidense. Pertenece a la Congregación de San Basilio. Fue ordenado en 1975 por Pablo VI. Durante años atrás, además de su labor religiosa, ha estado trabajando como profesor universitario.
En 2003 fue nombrado Arzobispo Titular de Vertara, Secretario General de la Congregación para la Educación Católica y vicepresidente de la Pontificia Obra para las Vocaciones Sacerdotales en la Santa Sede, donde también ha ido ocupando otros cargos.
En 2007 fue nombrado Arzobispo Coadjutor de Vancouver, hasta que desde el 2 de enero de 2009 es el nuevo Arzobispo Metropolitano de esta sede, sucediendo a "Monseñor" Raymond Roussin.

## Primeros años y formación
Nació el día 9 de julio de 1946 en la capital canadiense. Cuando descubrió su vocación religiosa, decidió ingresar en la Congregación de San Basilio (CSB), en la cual su objetivo principal ha sido el de formar a los más jóvenes. Fue ordenado sacerdote el 29 de junio de 1975, por Su Santidad el Papa Pablo VI.
Durante estos años ha ido ampliando sus estudios superiores en diversas universidades, además de ejercer el profesorado.
En 1969 obtuvo el título de grado "Bachelor of Arts" por la Universidad de Toronto (U de T), en 1972 trabajó durante un año como profesor de Ciencias políticas en la Universidad St. Joseph's de Ottawa, en 1974 se graduó en Teología por la Universidad de St. Michael's College de Toronto. Luego se trasladó hacia Roma (Italia), donde en 1976 se licenció en Teología dogmática y en 1979 obtuvo el Doctorado en Teología, por la Pontificia Universidad Gregoriana.

## Actividad profesional
Cuando finalizó sus estudios en Roma, se fue directamente hacia los Estados Unidos. Allí a partir de 1979 estuvo trabajando como profesor de Teología dogmática en la Universidad St. Thomas de Houston, en la cual fue elegido vicepresidente de esta institución en 1987.
Luego en 1992 volvió a la ciudad de Roma durante unos años, donde ejerció el puesto de secretario dentro de la Secretaría de Estado de la Santa Sede. Y en 1997 regresó al Estado de Texas y pasó a ser nombrado Presidente de la misma Universidad St. Thomas, de la cual fue vicepresidente anteriormente.
Tras numerosos años trabajando en los Estados Unidos, el día 28 de marzo de 2003, logró obtener la Ciudadanía Estadounidense.

## Carrera episcopal
Ya el 25 de noviembre de 2003 ascendió al episcopado, cuando el Papa Juan Pablo II le nombró Arzobispo Titular de la antigua Sede de Vertara, Secretario General de la Congregación para la Educación Católica, así como vicepresidente de la Pontificia Obra para las Vocaciones Sacerdotales.
Además de su escudo, escogió como lema, la frase: "Veritati Servire" - (en latín).
Recibió la consagración episcopal el 12 de enero de 2004, a manos del entonces Cardenal-Prefecto de la misma congregación "Monseñor" Zenon Grocholewski que actuó en calidad de consagrante principal. Y como co-consagrantes tuvo al entonces Arzobispo de Galveston-Houston "Monseñor" Joseph Anthony Fiorenza y al actual Obispo de London (Ontario) "Monseñor" Ronald Peter Fabbro, C.S.B.

### Arzobispo en Vancouver
Posteriormente el 1 de junio de 2007, el Papa Benedicto XVI le nombró Arzobispo Coadjutor de la Arquidiócesis de Vancouver, hasta que el día 2 de enero de 2009 fue nombrado como nuevo Arzobispo Metropolitano de Vancouver, en sucesión de "Monseñor" Raymond Roussin.
Desde su llegada como Arzobispo en Vancouver, cabe destacar que en la arquidiócesis ha implementado el apostolado de educación católica para maestros, estableció una oficina ministerial, abrió una oficina de comunicaciones oficial y supervisó el lanzamiento del nuevo sitio web de la arquidiócesis. También desarrolló un plan global para implementar nuevas actividades de recaudación de fondos, comenzó el primer programa de diaconado permanente y en el otoño de 2011 abrió una Oficina de Desarrollo Arquidiocesano, la cual se encarga de supervisar el proyecto "Advance".

## Trabajo en la Santa Sede
Dentro de la Santa Sede, además de haber sido secretario en la Secretaria de Estado, vicepresidente de la Pontificia Obra para las Vocaciones Sacerdotales y Secretario General de la Congregación para la Educación Católica, durante todos estos años también ha ido ocupando otros cargos.
Ha sido parte del comité de tres obispos designados por la Congregación para la Doctrina de la Fe en preparación para la ordenanza personal en América del Norte. De 2004 a 2007 fue miembro del Comité Pontificio para los Congresos Eucarísticos Internacionales y consultor en la Congregación para los Obispos. También desde 2004 hasta 2008 ha sido miembro del Pontificio Consejo para la Pastoral de los Emigrantes e Itinerantes.
En 2015 fue elegido por el Papa Francisco, para que junto a numerosos obispo y arzobispos de todo el mundo, participara como miembro de la XIV Asamblea General Ordinaria del sínodo de obispos.

## Otros datos
John Michael Miller, además de todo su trabajo como arzobispo, también es escritor. Cabe destacar que ha publicado más de cien artículos y un total de siete libros sobre temas que van desde la enseñanza de la Santa Sede sobre las escuelas católicas hasta el desarrollo del papado y las encíclicas del Papa Juan Pablo II. Sus obras también incluyen "The Shepherd and the Rock: Orígenes, desarrollo y misión del papado" (1995) y las Encíclicas de Juan Pablo II (2ª ed., 2001).
También cabe destacar que es políglota, ya que además de su natal inglés, sabe hablar los idiomas francés, español, italiano, latín y alemán.

## Condecoración
| Título                                                                                         | Otorgado por                            |
| ---------------------------------------------------------------------------------------------- | --------------------------------------- |
| Comendador y Gran Prior en Vancouver de la Orden de Caballería del Santo Sepulcro de Jerusalén | Cardenal. "Monseñor" John Patrick Foley |

- También desde hace unos años, es miembro honorífico de la sociedad los Caballeros de Colón.